# 400 mètres féminin aux Jeux olympiques d'été de 2020 (athlétisme)
Pour des articles plus généraux, voir Athlétisme aux Jeux olympiques d'été de 2020 et 400 mètres aux Jeux olympiques.
Navigation
Rio 2016 Paris 2024
L'épreuve du 400 mètres féminin aux Jeux olympiques de 2020 se déroule les 3, 4 et 6 août 2021 au Stade olympique national de Tokyo, au Japon.

## Records
Avant cette compétition, les records dans cette discipline étaient les suivants : 
| Record du monde  | Marita Koch (GDR)      | 47 s 60 | Canberra | 6 octobre 1985  |
| Record olympique | Marie-José Pérec (FRA) | 48 s 25 | Atlanta  | 29 juillet 1996 |

## Résultats

### Finale
| Rang               | Couloir | Athlète                 | Pays                   | Temps de réaction | Temps   | Notes |
| ------------------ | ------- | ----------------------- | ---------------------- | ----------------- | ------- | ----- |
| Médaille d'or      | 7       | Shaunae Miller-Uibo     | Bahamas                | 0.162             | 48 s 36 | AR    |
| Médaille d'argent  | 5       | Marileidy Paulino       | République dominicaine | 0.176             | 49 s 20 | NR    |
| Médaille de bronze | 9       | Allyson Felix           | États-Unis             | 0.158             | 49 s 46 | SB    |
| 4                  | 6       | Stephenie Ann McPherson | Jamaïque               | 0.131             | 49 s 61 |       |
| 5                  | 4       | Candice McLeod          | Jamaïque               | 0.152             | 49 s 87 |       |
| 6                  | 8       | Jodie Williams          | Grande-Bretagne        | 0.127             | 49 s 97 | =PB   |
| 7                  | 2       | Quanera Hayes           | États-Unis             | 0.176             | 50 s 88 |       |
|                    | 3       | Roxana Gómez            | Cuba                   | 0.191             |         | DNF   |

### Demi-finales
Les 2 premières de chaque série (Q) et les 2 meilleurs temps (q) se qualifient pour la finale.

#### Demi-finale 1
| Rang | Couloir | Athlète           | Pays                   | Temps de réaction | Temps | Notes |
| ---- | ------- | ----------------- | ---------------------- | ----------------- | ----- | ----- |
| 1    | 5       | Marileidy Paulino | République dominicaine | 0.172             | 49.38 | Q, NR |
| 2    | 7       | Candice McLeod    | Jamaïque               | 0.162             | 49.51 | Q, PB |
| 3    | 4       | Roxana Gómez      | Cuba                   | 0.168             | 49.71 | q, PB |
| 4    | 6       | Quanera Hayes     | États-Unis             | 0.153             | 49.81 | q     |
| 5    | 3       | Eleni Artymata    | Chypre                 | 0.191             | 50.80 | NR    |
| 6    | 9       | Susanne Walli     | Autriche               | 0.224             | 51.52 | PB    |
| 7    | 2       | Ama Pipi          | Grande-Bretagne        | 0.140             | 51.59 |       |
| 8    | 8       | Lada Vondrová     | Tchéquie               | 0.183             | 51.62 |       |

#### Demi-finale 2
| Rang | Couloir | Athlète             | Pays            | Temps de réaction | Temps | Notes |
| ---- | ------- | ------------------- | --------------- | ----------------- | ----- | ----- |
| 1    | 6       | Shaunae Miller-Uibo | Bahamas         | 0.155             | 49.60 | Q     |
| 2    | 5       | Jodie Williams      | Grande-Bretagne | 0.136             | 49.97 | Q, PB |
| 3    | 4       | Roneisha McGregor   | Jamaïque        | 0.181             | 50.34 |       |
| 4    | 7       | Wadeline Jonathas   | États-Unis      | 0.189             | 50.51 |       |
| 5    | 9       | Paola Morán         | Mexique         | 0.168             | 51.06 | SB    |
| 6    | 8       | Lieke Klaver        | Pays-Bas        | 0.208             | 51.37 |       |
| 7    | 2       | Aliyah Abrams       | Guyana          | 0.137             | 51.46 |       |
| 8    | 3       | Aauri Bokesa        | Espagne         | 0.194             | 51.57 | PB    |

#### Demi-finale 3
| Rang | Couloir | Athlète                 | Pays       | Temps de réaction | Temps | Notes |
| ---- | ------- | ----------------------- | ---------- | ----------------- | ----- | ----- |
| 1    | 5       | Stephenie Ann McPherson | Jamaïque   | 0.134             | 49.34 | Q, PB |
| 2    | 6       | Allyson Felix           | États-Unis | 0.179             | 49.89 | Q, SB |
| 3    | 8       | Sada Williams           | Barbade    | 0.167             | 50.11 | NR    |
| 4    | 4       | Natalia Kaczmarek       | Pologne    | 0.165             | 50.79 |       |
| 5    | 3       | Kyra Constantine        | Canada     | 0.177             | 51.22 |       |
| 6    | 7       | Amandine Brossier       | France     | 0.170             | 51.30 |       |
| 7    | 9       | Cátia Azevedo           | Portugal   | 0.146             | 51.32 |       |
| 8    | 2       | Lisanne de Witte        | Pays-Bas   | 0.178             | 52.09 |       |

### Séries
Les 3 premières de chaque série (Q) et les 6 meilleurs temps (q) se qualifient pour la finale.

#### Série 1
| Rang | Couloir | Athlète              | Pays     | Temps de réaction | Temps | Notes  |
| ---- | ------- | -------------------- | -------- | ----------------- | ----- | ------ |
| 1    | 2       | Shaunae Miller-Uibo  | Bahamas  | 0.132             | 50.50 | Q      |
| 2    | 6       | Roxana Gómez         | Cuba     | 0.182             | 50.76 | Q, =PB |
| 3    | 7       | Sada Williams        | Barbade  | 0.154             | 51.36 | Q, SB  |
| 4    | 8       | Aliyah Abrams        | Guyana   | 0.160             | 51.44 | q, SB  |
| 5    | 5       | Kyra Constantine     | Canada   | 0.167             | 51.69 | q      |
| 6    | 3       | Anita Horvat         | Slovénie | 0.185             | 52.34 |        |
| 7    | 4       | Patience Okon George | Nigeria  | 0.187             | 52.41 |        |

#### Série 2
| Rang | Couloir | Athlète          | Pays            | Temps de réaction | Temps | Notes     |
| ---- | ------- | ---------------- | --------------- | ----------------- | ----- | --------- |
| 1    | 3       | Jodie Williams   | Grande-Bretagne | 0.170             | 50.99 | Q         |
| 2    | 4       | Quanera Hayes    | États-Unis      | 0.175             | 51.07 | Q         |
| 3    | 7       | Cátia Azevedo    | Portugal        | 0.155             | 51.26 | Q         |
| 4    | 5       | Lisanne de Witte | Pays-Bas        | 0.172             | 51.68 | q, SB     |
| 5    | 6       | Bendere Oboya    | Australie       | 0.172             | 52.37 |           |
| —    | 2       | Amantle Montsho  | Botswana        | 0.125             | DNF   |           |
| —    | 8       | Meleni Rodney    | Grenade         | 0.196             | DNF   |           |
| —    | 9       | Aliya Boshnak    | Jordanie        | 0.238             | DQ    | TR 17.3.1 |

#### Série 3
| Rang | Couloir | Athlète           | Pays            | Temps de réaction | Temps          | Notes |
| ---- | ------- | ----------------- | --------------- | ----------------- | -------------- | ----- |
| 1    | 4       | Allyson Felix     | États-Unis      | 0.168             | 50.84          | Q     |
| 2    | 2       | Roneisha McGregor | Jamaïque        | 0.180             | 51.14 (51.138) | Q     |
| 3    | 6       | Lada Vondrová     | Tchéquie        | 0.182             | 51.14 (51.139) | Q, PB |
| 4    | 3       | Ama Pipi          | Grande-Bretagne | 0.126             | 51.17          | q     |
| 5    | 7       | Tiffani Marinho   | Brésil          | 0.210             | 52.11          |       |
| 6    | 8       | Leni Shida        | Ouganda         | 0.201             | 52.48          |       |
| 7    | 5       | Samantha Dirks    | Belize          | 0.177             | 54.16          | SB    |
| 8    | 9       | Tetyana Melnyk    | Ukraine         | 0.179             | 54.99          |       |

#### Série 4
| Rang | Couloir | Athlète           | Pays            | Temps de réaction | Temps | Notes |
| ---- | ------- | ----------------- | --------------- | ----------------- | ----- | ----- |
| 1    | 5       | Candice McLeod    | Jamaïque        | 0.202             | 51.09 | Q     |
| 2    | 6       | Amandine Brossier | France          | 0.171             | 51.65 | Q     |
| 3    | 7       | Susanne Walli     | Autriche        | 0.209             | 52.19 | Q     |
| 4    | 3       | Corinna Schwab    | Allemagne       | 0.155             | 52.29 |       |
| 5    | 9       | Irini Vasiliou    | Grèce           | 0.164             | 53.16 |       |
| 6    | 4       | Galefele Moroko   | Botswana        | 0.202             | 55.89 | SB    |
| —    | 8       | Nicole Yeargin    | Grande-Bretagne | 0.182             | DQ    |       |
| —    | 2       | Cynthia Bolingo   | Belgique        | —                 | DNS   |       |

#### Série 5
| Rang | Couloir | Athlète                 | Pays     | Temps de réaction | Temps | Notes |
| ---- | ------- | ----------------------- | -------- | ----------------- | ----- | ----- |
| 1    | 3       | Stephenie Ann McPherson | Jamaïque | 0.138             | 50.89 | Q     |
| 2    | 4       | Natalia Kaczmarek       | Pologne  | 0.150             | 51.06 | Q     |
| 3    | 5       | Paola Morán             | Mexique  | 0.162             | 51.18 | Q, SB |
| 4    | 6       | Phil Healy              | Irlande  | 0.158             | 51.98 |       |
| 5    | 8       | Hellen Syombua Kalii    | Kenya    | 0.221             | 52.70 |       |
| 6    | 2       | Agnė Šerkšnienė         | Lituanie | 0.172             | 52.78 |       |
| 7    | 7       | Natassha McDonald       | Canada   | 0.161             | 53.54 |       |

#### Série 6
| Rang | Couloir | Athlète               | Pays                   | Temps de réaction | Temps | Notes |
| ---- | ------- | --------------------- | ---------------------- | ----------------- | ----- | ----- |
| 1    | 2       | Marileidy Paulino     | République dominicaine | 0.184             | 50.06 | Q     |
| 2    | 6       | Wadeline Jonathas     | États-Unis             | 0.209             | 50.93 | Q     |
| 3    | 4       | Lieke Klaver          | Pays-Bas               | 0.200             | 51.37 | Q     |
| 4    | 7       | Aauri Bokesa          | Espagne                | 0.235             | 51.89 | q, SB |
| 5    | 9       | Eleni Artymata        | Chypre                 | 0.224             | 51.91 | q     |
| 6    | 8       | Barbora Malíková      | Tchéquie               | 0.195             | 52.83 |       |
| 7    | 3       | Shalysa Wray          | Îles Caïmans           | 0.216             | 53.61 |       |
| 8    | 5       | Christine Botlogetswe | Botswana               | 0.214             | 53.99 | SB    |

## Légende
Records et Performances
- AR : Record continental (area record)
- CR : Record des championnats (championship record)
- MR : Record du meeting (meet record)
- NR : Record national (national record)
- OR : Record olympique (olympic record)
- PR : Record paralympique (paralympic record)
- PB : Record personnel (personal best)
- SB : Meilleure performance personnelle de la saison (season's best)
- WL : Meilleure performance mondiale de l'année (world leader)
- WJR : Record du monde junior (world junior record)
- WR : Record du monde (world record)

Circonstances et Conditions
- DNF : N'a pas terminé (did not finish)
- DNS : N'a pas pris le départ (did not start)
- DQ : Disqualification (disqualification)
- NM : Aucun essai valable enregistré (No Mark)
- Q : Qualifié « directement » au prochain tour (ou à la prochaine compétition), lors d'une compétition majeure, grâce au classement ou à la réalisation des minima (automatic qualifier)
- q : Qualifié au prochain tour (ou à la prochaine compétition), lors d'une compétition majeure, grâce au repêchage ou à la réalisation de l'une des meilleures performances parmi celles des « non qualifiés directement » (grâce au meilleur temps ou à la meilleure distance par exemple) (secondary qualifier)